# Eugene Trinh
Eugene Trinh (ur. 14 września 1950 w Sajgonie) – wietnamski biochemik i kosmonauta, obywatel amerykański.
Gdy miał dwa lata, rodzice przenieśli się do Paryża, gdzie w 1968 ukończył liceum; od 1968 mieszka w Stanach Zjednoczonych. W 1972 ukończył inżynierię mechaniczną na Uniwersytecie Columbia (licencjat). Na Uniwersytecie Yale w 1974 i 1975 uzyskał magisterium odpowiednio z inżynierii i filozofii, a w 1977 doktorat z fizyki stosowanej. Opublikował ponad 40 artykułów naukowych. 
5 czerwca 1983 został wyselekcjonowany przez NASA jako kandydat na astronautę i  przeszedł szkolenie przygotowawcze. Od 25 czerwca do 9 lipca 1992 był specjalistą ładunku podczas misji STS-50 trwającej 13 dni, 19 godzin i 30 minut.